# Eranina septuosa
Eranina septuosa là một loài bọ cánh cứng trong họ Cerambycidae.